# 鄂其尔呼雅克图
鄂其尔呼雅克图（1900年—1984年），蒙古族，伊克昭盟鄂尔多斯右翼前末旗（亦称扎萨克旗，今属伊金霍洛旗）人。蒙古王公沙克都尔扎布的长子。中华民国大陆时期、中華人民共和國内蒙古政治人物。

## 生平
1900年，鄂其尔呼雅克图出生。1931年，袭任鄂尔多斯右翼前末旗札萨克固山贝子。1945年任伊克昭盟副盟长。1949年春，升任伊克昭盟盟长。1949年7月，扎萨克旗和平解放后，同年8月出任扎萨克旗旗长，11月任伊克昭盟自治政府政务委员会主任。自此，鄂其尔呼雅克图履行鄂尔多斯济农职责。后来，鄂其尔呼雅克图历任内蒙古民族事务处副主任、主任，内蒙古自治区政协副主席，内蒙古自治区人大常委会副主任，全国人大代表等职。1984年，鄂其尔呼雅克图逝世。